# 河丙鈺
河 丙鈺（ハ・ビョンオク、하 병옥、1935年9月15日 - 2021年10月7日）は、元在日本大韓民国民団団長。カワミ商会株式会社代表取締役会長、大塚北口総合病院理事長。　

## 略歴
本籍は、慶南晋陽郡大谷面丹牧。
- 1954年 - 慶南晋州農林高等学校卒業
- 1954年頃 - 19歳で日本に密航。
- 1954年 - 法政大学に入学
- 1956年 - 法政大学を中退、朝鮮大学校に一期生として入学
- 1958年 - 朝鮮学校にて国語教師
- 1963年 - 朝鮮新報に入社、その後「朝鮮通信」に移った。
- 1967年 - 朝鮮総連から民団に移動
- 1976年～1985年 - 民団東京地方本部執行委員
- 1979年～1985年 - 民団東京豊島支部支団長
- 1988年～1991年 - 民団中央本部監察委員
- 1991年～1994年 - 民団中央本部副議長
- 1994年～1997年 - 民団中央本部副団長
- 1997年～2000年 - 民団中央本部議長
- 2006年2月 - 民団中央団長に就任
- 2006年9月 - 民団団長退任
- 2021年10月 - 脳出血により死去[1]。享年86。

## 朝鮮総連との関係
2006年5月17日に公表された「民団と朝鮮総連の共同和解表明」において民団において主導的立場であった。この和解表明について地方の民団は異論を表明。混乱の末、河丙鈺は責任をとって団長を任期途中にて退任することとなった。その後も経歴より朝鮮総連との密接な関係が疑われている。

## 家族
4男1女を有する。

## 文献
1. ↑  “민단·조총련 8·15공동행사 추진 하병옥 前 민단 단장 별세 [특파원+]”. 2023年3月27日閲覧。
2. ↑  民団新聞 2000年3月8日
3. ↑  統一日報 2006年7月26日